# Late Night Tales
Pour les articles homonymes, voir LNT.
Late Night Tales (connue avant mai 2003 sous le nom Another Late Night) est une série de compilations, dans laquelle des artistes mixent des morceaux de musique qui les ont influencés,. Les artistes doivent inclure au moins un remix inédit dans leur sélection et respecter le thème « nocturne » de la série,. Les critiques musicaux soulignent régulièrement la qualité de cette série,.

## Albums
- 2001 : Another Late Night: Fila Brazillia (en) par Fila Brazillia
- 2001 : Another Late Night: Howie B (en) par Howie B
- 2001 : Another Late Night: Rae & Christian (en) par Rae and Christian (en)
- 2002 : Another Late Night: Zero 7 (en) par Zero 7
- 2002 : Another Late Night: Groove Armada (en) par Groove Armada
- 2002 : Another Late Night: Tommy Guerrero (en) par Tommy Guerrero
- 2003 : Another Late Night: Kid Loco (en) par Kid Loco
- 2003 : Late Night Tales: Nightmares on Wax (en) par Nightmares on Wax
- 2003 : Late Night Tales: Sly & Robbie (en) par Sly and Robbie
- 2003 : Late Night Tales: Jamiroquai par Jamiroquai
- 2004 : Late Night Tales: Turin Brakes (en) par Turin Brakes
- 2004 : Late Night Tales: Four Tet (en) par Four Tet[5]
- 2005 : Late Night Tales: The Flaming Lips (en) par The Flaming Lips
- 2006 : Late Night Tales: Belle & Sebastian (en) par Belle and Sebastian
- 2006 : Late Night Tales: Air (en) par Air
- 2006 : Late Night Tales: David Shrigley (en) par David Shrigley
- 2007 : Late Night Tales: Nouvelle Vague (en) par Nouvelle Vague
- 2007 : Late Night Tales: Lindstrøm (en) par Hans-Peter Lindstrøm
- 2007 : Late Night Tales: Fatboy Slim (en) par Fatboy Slim
- 2008 : Late Night Tales: Groove Armada (en) par Groove Armada
- 2008 : Late Night Tales: Matt Helders (en) par Matt Helders (des Arctic Monkeys)
- 2009 : Late Night Tales: Snow Patrol (en) par Snow Patrol
- 2010 : Late Night Tales: The Cinematic Orchestra (en) par The Cinematic Orchestra
- 2011 : Late Night Tales: Midlake (en) par Midlake
- 2011 : Late Night Tales: Trentemøller (en) par Trentemøller
- 2011 : Late Night Tales: MGMT (en) par MGMT
- 2012 : Late Night Tales: Belle and Sebastian Vol. II (en) par Belle and Sebastian
- 2012 : Late Night Tales: Metronomy (en) par Metronomy
- 2012 : Late Night Tales: Friendly Fires (en) par Friendly Fires
- 2013 : Late Night Tales: Röyksopp (en) par Röyksopp
- 2013 : Late Night Tales: Bonobo (en) par Bonobo
- 2014 : Late Night Tales: Django Django (en) par Django Django
- 2014 : Late Night Tales: Franz Ferdinand (en) par Franz Ferdinand
- 2015 : Late Night Tales: Jon Hopkins (en) par Jon Hopkins
- 2015 : Late Night Tales: Nils Frahm (en) par Nils Frahm
- 2016 : Late Night Tales: Ólafur Arnalds (en) par Ólafur Arnalds[6]
- 2016 : Late Night Tales: David Holmes par David Holmes
- 2017 : Late Night Tales: BADBADNOTGOOD par BADBADNOTGOOD
- 2018 : Late Night Tales: Agnes Obel par Agnes Obel
- 2019 : Late Night Tales: Floating Points par Floating Points
- 2020 : Late Night Tales: Hot Chip par Hot Chip
- 2020 : Late Night Tales: Khruangbin (en) par Khruangbin
- 2021 : Late Night Tales: Jordan Rakei par Jordan Rakei[7]